# Читалище „Свети Климент Охридски“ (Охрид)
Българско читалище „Свети Климент Охридски“ е читалище в град Охрид, основано през 1872 година, но първите опити за отварянето му са от 1866 година и особено след 1869 година. Сред основателите са Григор Пърличев, Димитър Узунов, Коста Нелчинов, Андроник Йосифчев и други. Разположено е в шивашкия дюкян на благодетеля Георги Бодлев и в него той предоставя на охридчани огромната си домашна библиотека с книги по различни обществени, научни, културни и религиозни проблеми. Според други източници е учредено през март 1882 година. Поддържано е от Охридската българска община.
През 1874 година в Охрид пристига архимандрит Натанаил, ръкоположен от Българската екзархия за пръв охридски митрополит. Относно връзката на читалището с екзархията според Димче Коцо:
| „ | Ако свободно, възъ основа на историческитѣ документи, може, а и трѣбва да се каже, че въ създаването и дѣлата на екзархията сѫ взели видно участие множество охридчани, организирането на читалището е дѣло по собствена инцииатива на самитѣ охридчани. Това не значи, че екзархията е напълно безучастна въ дѣлото на читалището. Напротивъ, щом е дошълъ въ Охридъ презъ 1874 г. владиката Натанаил, изпратенъ отъ екзархията, който е билъ посрещнатъ тъй тържествено, че и до днесъ старитѣ приказватъ за това тържество, читалището става дѣсна рѫка на екзархията и се смѣсва в самата митрополия. | “ |

Читалището е във връзка с тогавашните български културни центрове. Получава вестници и списания от Цариград като „Читалище“, „Книжници“, „Македония“, както и вестника „Учител“ от Свищов, а тайно получава вестници и от Букурещ.
С избухването на Руско-турската война през 1877 година властите закриват читалището. През 1885 година се основава ученическото дружество „Свети Климент“, което, макар и формално различна организация, по същество продължава дейността на читалището.
По време на българското управление в Македония през Втората световна война читалището в Охрид е въстановено на 28 юни 1941 година с председател Лев Огненов и секретар Никола Янев. В читалището членуват 40 души. То получава като дар множество книги от Министерството на народното просвещение, Софийския университет и Върховния читалищен съюз.